# Universitätskirche (Kiel)

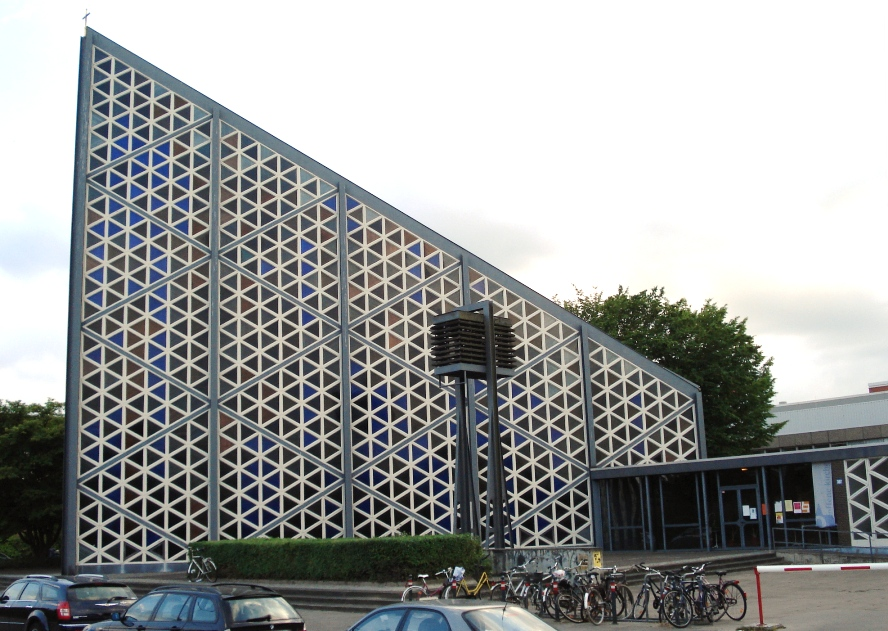
Die Universitätskirche Kiel

Die Universitätskirche am Kieler Westring ist eine der wenigen nach dem Zweiten Weltkrieg neugebauten Universitätskirchen Deutschlands und wurde 1965 eingeweiht.

## Geschichte
Seit der Gründung der Christian-Albrechts-Universität 1665 war die im 14. Jahrhundert erbaute Heiliggeistkirche, die Kirche des von Adolf IV. gegründeten Franziskanerklosters im Stadtzentrum Kiels, Universitätskirche. Ende des 19. Jahrhunderts umgebaut, wurde sie bei einem alliierten Bombenangriff am 13. Dezember 1943 zerstört, ebenso das Kloster. Lediglich der Kreuzgang und der Turmstumpf blieben erhalten und wurden in das Studentenwohnheim Kieler Kloster integriert.
Zum 300-jährigen Bestehen der Universität wurde die neue Kirche 1965 nach Plänen der Kieler Architekten Herbert Weidling und Erhart Kettner fertiggestellt. Finanziert wurde der Bau durch den Bauverein Universitätskirche Kiel e. V., der 1959 maßgeblich von Kieler Professoren initiiert worden war.

## Rechtsform
Die Universitätskirche gehört der Evangelisch-Lutherischen Kirche in Norddeutschland. Das Land Schleswig-Holstein ernennt einen der Professoren der Theologischen Fakultät im Einvernehmen mit der Nordelbischen Evangelisch-Lutherischen Kirche zum Universitätsprediger. Für die Verwaltung der Kirche ist kein Kirchenvorstand, sondern ein Kirchenkollegium aus Universitätsangehörigen zuständig.

## Architektur

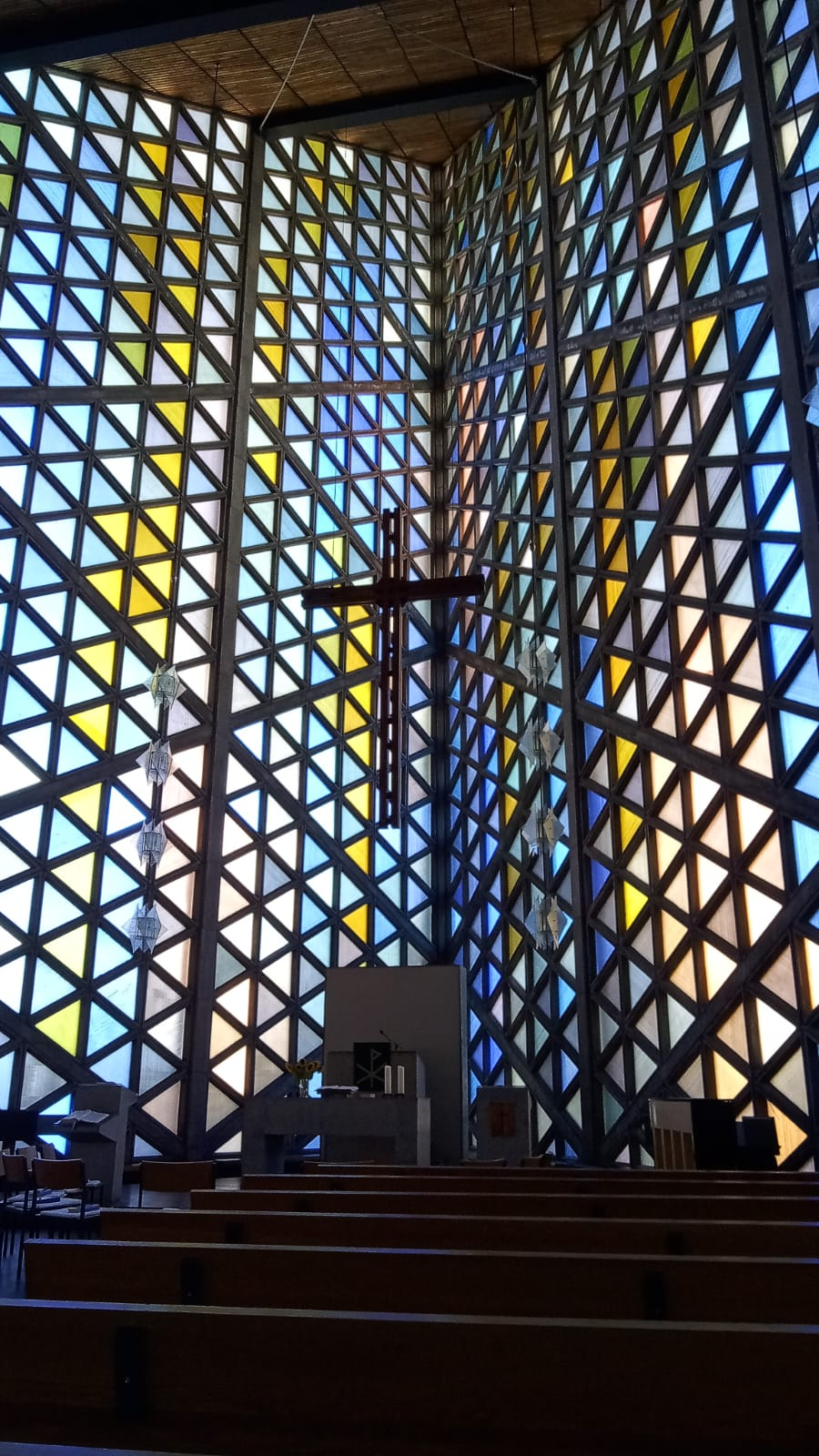
Interior

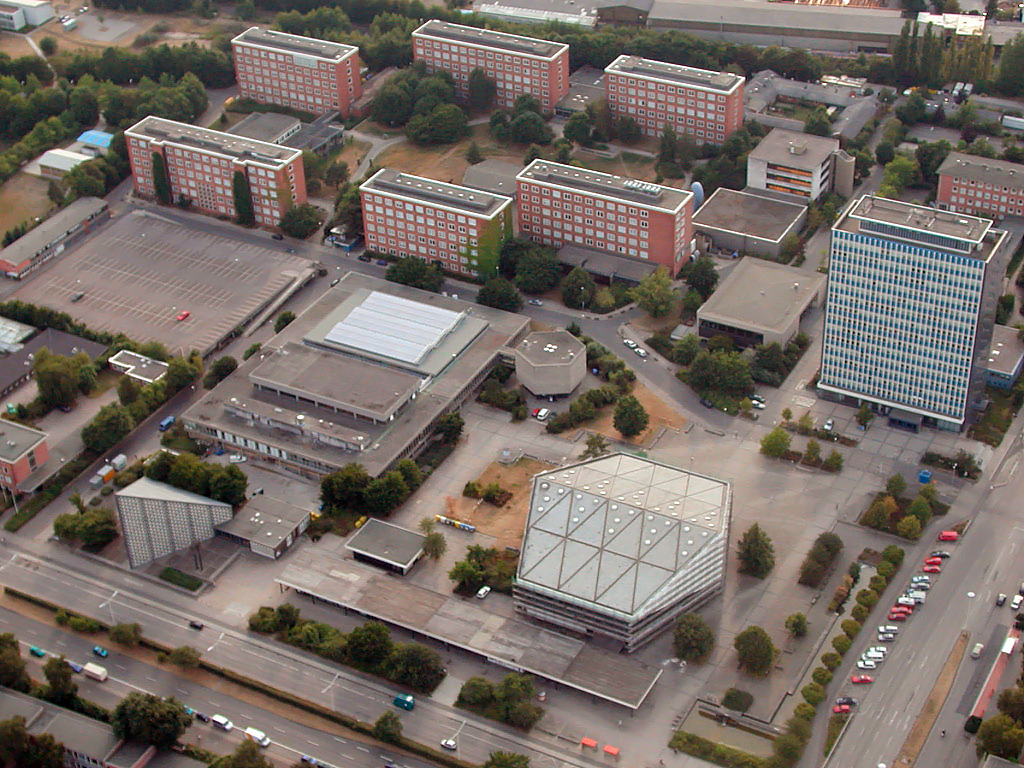
Luftaufnahmen des Campus der CAU zu Kiel – links das dreieckige Gebäude der Universitätskirche

In den 1960er Jahren entstanden auf dem Universitätsgelände eine Vielzahl individueller Bauten. Die Universitätskirche bildet mit dem Universitätshochhaus (1964), dem Auditorium maximum (1965–1969) und der Bibliothek (1966) ein spannungsvolles Ensemble, in dem die einzelnen Bauten wie große eigenständige Skulpturen wirken.
Durch Herausrücken der Gebäudespitze vor die Bauflucht der dreigeschossigen backsteinsichtigen Blockrandbebauung bildet die Universitätskirche am Westring selbstbewusst den Auftakt zum Universitätsforum. Die Kirche selbst zeichnet sich durch eine klare, reduzierte Formensprache aus und erinnert mit ihrer Lichtdurchlässigkeit und aufstrebenden Leichtigkeit an ihr Vorbild, die Kaiser-Wilhelm-Gedächtniskirche in Berlin.
Grundform der Kirche ist die Form des Dreiecks, das sich in Grundriss, Seitenwänden sowie den bunten Glasfenstern wiederfindet. In der Außenansicht erinnert der dreieckige Bau an ein Segel, worin der Bezug zur maritimen Atmosphäre der Landeshauptstadt verankert ist. Die Architekten wollten das Dreieck als Symbol für den Geist der Wissenschaften verstanden wissen. Für den Gottesdienstbesucher kann es zugleich ein Symbol für die Dreieinigkeit Gottes sein.

## Innenausstattung
Der Kirchenraum wird bestimmt durch die bunten Glasfensterfronten, in deren Dreiecksstruktur zentrale Symbole der Christenheit wiederzuentdecken sind (Christusmonogramm, Ichthys, Alpha-Omega), aber auch der Davidsstern als Bezug zum Judentum.

### Nagelkreuz
Am Epistelpult ist ein Nagelkreuz aus Nägeln der im November 1940 von deutschen Bomben zerstörten Kathedrale von Coventry angebracht, das nach dem Krieg dem Rektor und Theologen Heinrich Rendtorff übergeben wurde.

### Orgel
Die Orgel wurde 1969 von der Orgelbauwerkstatt Alfred Führer erbaut und hat auf zwei Manualen und Pedal folgende Disposition:
| I Hauptwerk     |        |  |
| Prinzipal       | 08′    |  |
| Rohrflöte       | 08′    |  |
| Oktave          | 04′    |  |
| Koppelflöte     | 04′    |  |
| Quinte          | 02 ⁄3′ |  |
| Gemshorn        | 02′    |  |
| Rauschpfeife II |        |  |
| Mixtur V        |        |  |
| Dulcian         | 16′    |  |
| Trompete        | 08′    |  |

| II Schwellwerk  |       |  |
| Holzgedackt     | 8′    |  |
| Gamba           | 8′    |  |
| Hohlflöte       | 4′    |  |
| Prinzipal       | 2′    |  |
| Sifflöte        | 1 ⁄3′ |  |
| Sesquialtera II |       |  |
| Oktave          | 1′    |  |
| Scharff IV      |       |  |
| Krummhorn       | 8′    |  |
| Tremulant       |       |  |

| Pedal         |     |  |
| Subbaß        | 16′ |  |
| Prinzipal     | 08′ |  |
| Gemshorn      | 08′ |  |
| Nachthorn     | 04′ |  |
| Hohlflöte     | 02′ |  |
| Hintersatz IV |     |  |
| Posaune       | 16′ |  |
| Trompete      | 08′ |  |

- Koppeln: II/I, I/P, II/P

## Nutzung
Während der Vorlesungszeit finden jeden Sonntag die Universitätsgottesdienste statt. Außerdem wird die Kirche regelmäßig für Angebote der evangelischen Studierendengemeinde, praktische Übungen der Theologischen Fakultät und Konzerte genutzt.

## Spitznamen
Im Volksmund wird sie aufgrund der eindringlichen Formgebung auch als „Gebetsabschussrampe“ bezeichnet. In den 1980er Jahren nannte man die Kirche „Götterrutsche“.

## Bildmotiv
Eine Darstellung der Universitätskirche wurde als Motiv auf dem Kieler Weihnachtsbecher 1998 verwendet.